# Lista de rodovias estaduais da Bahia

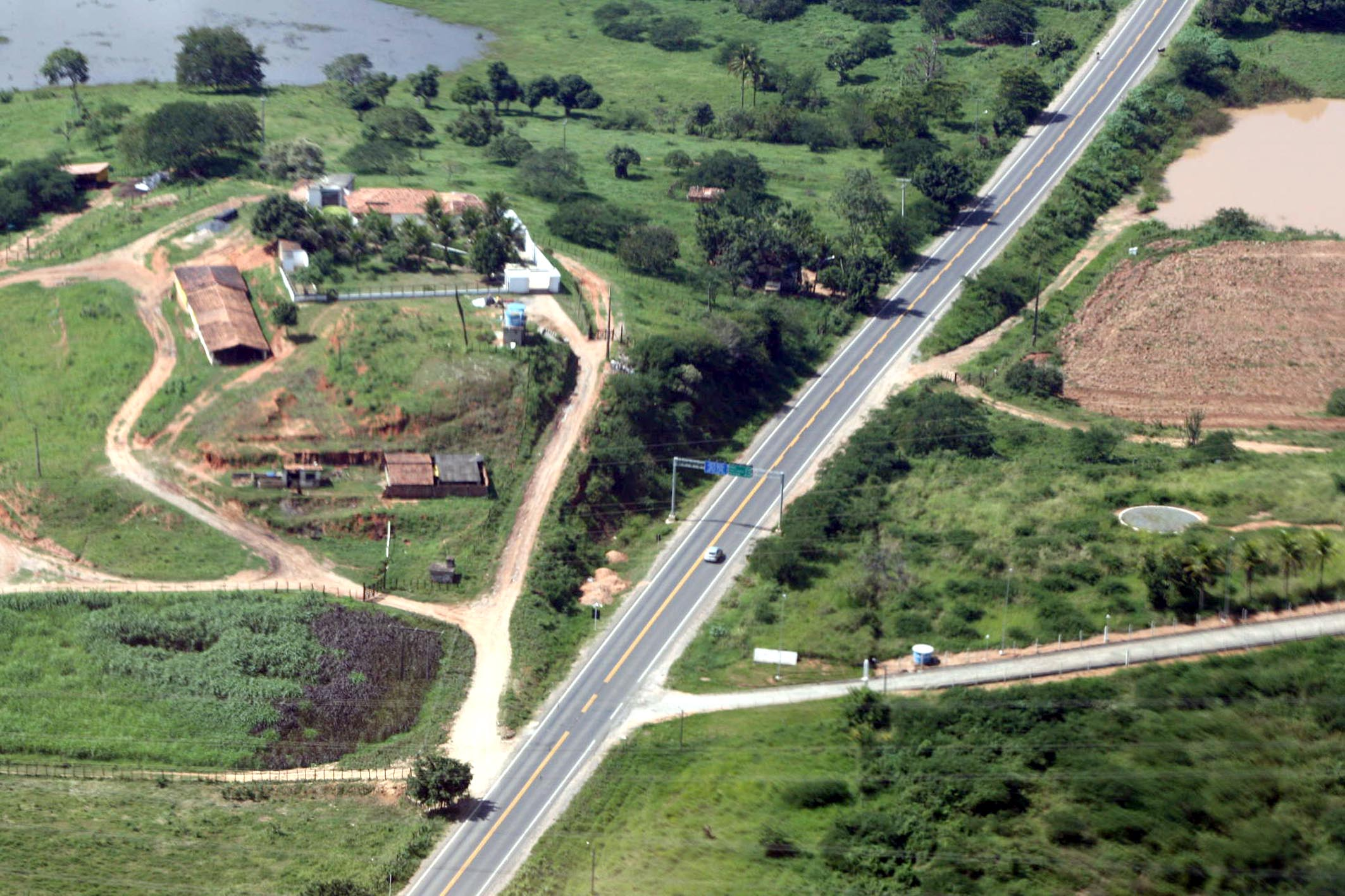
Rodovia BA-220 em Cícero Dantas

Esta lista de rodovias estaduais da Bahia está organizada pela classificação de acordo com sua orientação. Esse critério agrupa as rodovias existentes no estado brasileiro da Bahia em: radiais (aquelas com origem na capital e região metropolitana e cuja numeração está entre 001 e 099), longitudinais (aquelas com orientação Norte-Sul e cuja numeração está entre 100 e 199), transversais (aquelas com orientação Leste-Oeste e cuja numeração está entre 200 e 299), de ligação (aquelas fora das classificações anteriores e com função de ligação entre outras rodovias estaduais ou federais e cuja numeração está entre 300 e 699), ramais (aquelas com função de ligação entre povoados ou sedes municipais e rodovias-tronco e cuja numeração está entre 700 e 999) e, por fim, coincidentes (rodovias federais cuja manutenção é realizada pelo poder estadual).
A Polícia Militar da Bahia realiza o policiamento nas rodovias estaduais por meio do seu Batalhão de Polícia Rodoviária (BPRv). Esse batalhão faz operações especiais durante períodos festivos que geram fluxos intensos nas estradas, como na virada de ano. Nesse sentido, foram 48 sinistros rodoviários registrados na Operação Ano Novo 2015/16 e 35 na Operação Ano Novo 2016/17.

## Quadro-síntese
| Rodovias estaduais       | Radiais | BA-001 • BA-026 • BA-046 • BA-052 • BA-084 • BA-093 • BA-099 |
| Rodovias estaduais       | Longitudinais | BA-120 • BA-126 • BA-130 • BA-131 • BA-142 • BA-144 • BA-148 • BA-152 • BA-156 • BA-160 • BA-161 • BA-172 |
| Rodovias estaduais       | Transversais | BA-210 • BA-220 • BA-225 • BA-233 • BA-245 • BA-250 • BA-262 • BA-263 • BA-270 • BA-274 • BA-275 • BA-283 • BA-284 • BA-290 |
| Rodovias estaduais       | Ligações | BA-305 • BA-310 • BA-311 • BA-314 • BA-316 • BA-317 • BA-318 • BA-320 • BA-335 • BA-350 • BA-351 • BA-356 • BA-369 • BA-370 • BA-371 • BA-372 • BA-373 • BA-374 • BA-375 • BA-381 • BA-383 • BA-386 • BA-387 • BA-388 • BA-389 • BA-390 • BA-391 • BA-392 • BA-393 • BA-394 • BA-395 • BA-396 • BA-397 • BA-398 • BA-400 • BA-401 • BA-402 • BA-403 • BA-404 • BA-408 • BA-409 • BA-410 • BA-411 • BA-412 • BA-413 • BA-414 • BA-416 • BA-417 • BA-418 • BA-419 • BA-420 • BA-421 • BA-422 • BA-424 • BA-425 • BA-426 • BA-427 • BA-428 • BA-429 • BA-431 • BA-432 • BA-433 • BA-434 • BA-435 • BA-438 • BA-441 • BA-447 • BA-449 • BA-451 • BA-452 • BA-453 • BA-454 • BA-455 • BA-458 • BA-459 • BA-460 • BA-461 • BA-462 • BA-463 • BA-464 • BA-465 • BA-466 • BA-470 • BA-475 • BA-476 • BA-479 • BA-480 • BA-483 • BA-484 • BA-485 • BA-486 • BA-487 • BA-488 • BA-490 • BA-491 • BA-492 • BA-493 • BA-494 • BA-495 • BA-496 • BA-497 • BA-499 • BA-500 • BA-501 • BA-502 • BA-503 • BA-504 • BA-505 • BA-506 • BA-507 • BA-508 • BA-509 • BA-510 • BA-511 • BA-512 • BA-513 • BA-515 • BA-516 • BA-517 • BA-518 • BA-519 • BA-520 • BA-521 • BA-522 • BA-523 • BA-524 • BA-525 • BA-526 • BA-527 • BA-528 • BA-529 • BA-530 • BA-531 • BA-532 • BA-533 • BA-534 • BA-535 • BA-536 • BA-537 • BA-538 • BA-539 • BA-540 • BA-541 • BA-542 • BA-543 • BA-544 • BA-545 • BA-547 • BA-548 • BA-549 • BA-550 • BA-551 • BA-552 • BA-553 • BA-554 • BA-555 • BA-556 • BA-557 • BA-558 • BA-559 • BA-560 • BA-561 • BA-562 • BA-563 • BA-564 • BA-569 • BA-572 • BA-573 • BA-574 • BA-575 • BA-576 • BA-582 • BA-583 • BA-594 • BA-601 • BA-611 • BA-612 • BA-614 • BA-617 • BA-623 • BA-625 • BA-630 • BA-632 • BA-633 • BA-634 • BA-635 • BA-636 • BA-637 • BA-638 • BA-639 • BA-640 • BA-641 • BA-642 • BA-643 • BA-644 • BA-645 • BA-646 • BA-647 • BA-648 • BA-649 • BA-650 • BA-651 • BA-652 • BA-653 • BA-654 • BA-655 • BA-656 • BA-657 • BA-659 • BA-660 • BA-661 • BA-662 • BA-663 • BA-664 • BA-665 • BA-667 • BA-668 • BA-669 • BA-670 • BA-671 • BA-672 • BA-676 • BA-678 • BA-680 • BA-682 • BA-683 • BA-684 • BA-685 • BA-686 • BA-687 • BA-688 • BA-690 • BA-693 • BA-695 • BA-696 • BA-697 • BA-698 • BA-699 |
| Rodovias estaduais       | Ramais | BA-700 • BA-709 • BA-714 • BA-715 • BA-717 • BA-722 • BA-723 • BA-752 • BA-758 • BA-771 • BA-772 • BA-776 • BA-777 • BA-778 • BA-781 • BA-782 • BA-784 • BA-787 • BA-788 • BA-791 • BA-797 • BA-798 • BA-800 • BA-801 • BA-802 • BA-826 • BA-827 • BA-839 • BA-840 • BA-841 • BA-846 • BA-847 • BA-848 • BA-849 • BA-851 • BA-852 • BA-853 • BA-854 • BA-856 • BA-857 • BA-858 • BA-861 • BA-862 • BA-863 • BA-866 • BA-867 • BA-868 • BA-878 • BA-880 • BA-882 • BA-883 • BA-884 • BA-885 • BA-886 • BA-887 • BA-888 • BA-889 • BA-891 • BA-892 • BA-893 • BA-894 • BA-895 • BA-896 • BA-898 • BA-900 • BA-903 • BA-905 • BA-927 • BA-936 • BA-937 • BA-938 • BA-939 • BA-940 • BA-943 • BA-953 • BA-958 • BA-959 • BA-962 • BA-963 • BA-964 • BA-968 • BA-969 • BA-972 • BA-973 • BA-974 • BA-978 • BA-980 • BA-981 • BA-982 • BA-984 • BA-985 • BA-986 • BA-987 • BA-992 • BA-997 • BA-999 |
| Rodovias estaduais       | Coincidentes | BR-030 • BR-122 • BR-235 • BR-242 • BR-251 • BR-324 • BR-330 • BR-349 • BR-407 • BR-415 • BR-418 • BR-420 • BR-489 |
| Rodovias federais        | BR-020 • BR-030 • BR-101 • BR-110 • BR-116 • BR-122 • BR-135 • BR-235 • BR-242 • BR-251 • BR-324 • BR-330 • BR-342 • BR-349 • BR-367 • BR-407 • BR-410 • BR-415 • BR-418 • BR-420 • BR-423 • BR-430 • BR-439 • BR-489 • BR-498 | BR-020 • BR-030 • BR-101 • BR-110 • BR-116 • BR-122 • BR-135 • BR-235 • BR-242 • BR-251 • BR-324 • BR-330 • BR-342 • BR-349 • BR-367 • BR-407 • BR-410 • BR-415 • BR-418 • BR-420 • BR-423 • BR-430 • BR-439 • BR-489 • BR-498 |
| Empresas concessionárias | CLN (concessão estadual) • Bahia Norte (concessão estadual) • Via Bahia (concessão federal) | CLN (concessão estadual) • Bahia Norte (concessão estadual) • Via Bahia (concessão federal) |